# Diskografie The Lumineers
Toto je seznam vydané diskografie americké folk rockové skupiny The Lumineers.

## Alba

### Studiová alba
| The Lumineers                                                                           | - Vydáno: 3. dubna 2012 (US) - Vydavatelství: Dualtone | 2  | 7  | 24 | 41  | 2  | 19  | 17 | 3  | 14 | 8  | - US: 1,750,000 | - RIAA: 3× Platinum - ARIA: Platinum - BPI: Platinum - FIMI: Gold - IRMA: Platinum - MC: 5× Platinum - SNEP: Gold |
| Cleopatra                                                                               | - Vydáno: 8. dubna 2016 (US) - Vydavatelství: Dualtone | 1  | 2  | 13 | 23  | 1  | 44  | 16 | 4  | 5  | 1  |                 | - RIAA: Platinum - BPI: Gold - FIMI: Gold - MC: 3× Platinum                                                       |
| III                                                                                     | - Vydáno: 13. září 2019 - Vydavatelství: Decca         | 2  | 23 | 26 | 34  | 2  | 122 | 40 | 11 | 10 | 8  | - US: 73,000    | - MC: Gold |
| Brightside                                                                              | - Vydáno: 14. ledna 2022 - Vydavatelství: Dualtone     | 6  | 94 | 21 | 32  | 5  | 128 | 30 | 54 | 17 | 18 | - US: 26,000    | |
| Automatic                                                                               | - Vydáno: 14. února 2025 - Vydavatelství: Dualtone     | 16 | —  | 47 | 139 | 24 | —   | 84 | —  | 60 | —  |                 | |
| "—" značí, že se nahrávka neumístila v hitparádách nebo v tomto území ani nebyla vydána |                                                        |    |    |    |     |    |     |    |    |    |    |                 | |

### Koncertní alba
| Název                   | Detaily o albu                                    |
| ----------------------- | ------------------------------------------------- |
| Live from Wrigley Field | - Vydáno: 27. září 2024 - Vydavatelství: Dualtone |

## Extended play
| Název                                | Detaily                                                     |
| ------------------------------------ | ----------------------------------------------------------- |
| The Lumineers                        | - Vydáno: 2011 (US) - Vydavatelství: samovydavatel          |
| Winter                               | - Vydáno: 23. listopadu 2012 (US) - Vydavatelství: Dualtone |
| Song Seeds                           | - Vydáno: 2. dubna 2017 - Vydavatelství: Decca              |
| C-Sides                              | - Vydáno: 13. července 2018 - Vydavatelství: Decca          |
| Live Tracks                          | - Vydáno: 24. srpna 2018 - Vydavatelství: Decca             |
| Gloria Sparks                        | - Vydáno: 17. května 2019 - Label: Decca                    |
| Junior Sparks                        | - Vydáno: 16. srpna 2019 - Vydavatelství: Decca             |
| Jimmy Sparks                         | - Vydáno: 13. září 2019 - Vydavatelství: Decca              |
| Live from the Last Night of the Tour | - Vydáno: 19. května 2021 - Vydavatelství: Decca            |
| Love                                 | - Vydáno: 4. srpna 2021 - Vydavatelství: Decca              |
| Loss                                 | - Vydáno: 11. srpna 2021 - Vydavatelství: Decca             |
| Crimes                               | - Vydáno: 18. srpna 2021 - Vydavatelství: Decca             |
| Brightside Bonus Tracks              | - Vydáno: 13. května 2022 - Vydavatelství: Decca            |
| Billions Club                        | - Vydáno: 9. září 2023 - Vydavatelství: Dualtone            |
| The Leading Ladies                   | - Vydáno: 5. února 2024 - Vydavatelství: Decca              |

## Singly
| "Ho Hey"                                                                                | 2012 | 3  | 1  | 14 | 2  | 6   | 2  | 5   | 9 | 7  | 8  | - RIAA: Platinum - ARIA: 3× Platinum - BPI: 4× Platinum - FIMI: 3× Platinum - MC: Diamond               | The Lumineers        |
| "Stubborn Love"                                                                         | 2012 | 70 | 10 | —  | 60 | —   | 84 | 101 | — | —  | —  | - RIAA: Platinum - BPI: Gold - FIMI: Gold - MC: 2× Platinum                                             | The Lumineers        |
| "Submarines"                                                                            | 2013 | —  | 31 | —  | —  | —   | —  | —   | — | —  | —  | | The Lumineers        |
| "Ophelia"                                                                               | 2016 | 66 | 5  | —  | 33 | 188 | 28 | —   | — | 49 | 52 | - RIAA: 4× Platinum - ARIA: Platinum - BPI: 2× Platinum - FIMI: Platinum - MC: 8× Platinum - SNEP: Gold | Cleopatra            |
| "Cleopatra"                                                                             | 2016 | —  | 11 | —  | 80 | —   | —  | —   | — | —  | —  | - BPI: Silver - FIMI: Gold - MC: Platinum                                                               | Cleopatra            |
| "Angela"                                                                                | 2016 | —  | 10 | —  | 92 | 138 | —  | —   | — | —  | —  | - MC: Platinum                                                                                          | Cleopatra            |
| "Sleep on the Floor"                                                                    | 2016 | —  | 11 | —  | 84 | —   | —  | —   | — | —  | —  | - BPI: Silver - MC: Platinum                                                                            | Cleopatra            |
| "Blue Christmas"                                                                        | 2016 | —  | 50 | —  | —  | —   | —  | —   | — | —  | —  | | A Bad Moms Christmas |
| "Walls (Circus)"                                                                        | 2018 | —  | 45 | —  | —  | —   | —  | —   | — | —  | —  | | Singly bez alb       |
| "Pretty Paper"                                                                          | 2018 | —  | —  | —  | —  | —   | —  | —   | — | —  | —  | | Singly bez alb       |
| "Gloria"                                                                                | 2019 | —  | 5  | —  | —  | —   | —  | —   | — | —  | —  | - MC: Gold                                                                                              | III                  |
| "It Wasn't Easy to Be Happy for You"                                                    | 2019 | —  | 30 | —  | —  | —   | —  | —   | — | —  | —  | | III                  |
| "Life in the City"                                                                      | 2019 | —  | 12 | —  | —  | —   | —  | —   | — | —  | —  | | III                  |
| "Salt and the Sea"                                                                      | 2020 | —  | 26 | —  | —  | —   | —  | —   | — | —  | —  | | III                  |
| "Brightside"                                                                            | 2021 | —  | 13 | —  | 64 | —   | —  | —   | — | —  | —  | | Brightside           |
| "Big Shot"                                                                              | 2021 | —  | 35 | —  | —  | —   | —  | —   | — | —  | —  | | Brightside           |
| "A.M. Radio"                                                                            | 2021 | —  | 24 | —  | —  | —   | —  | —   | — | —  | —  | | Brightside           |
| "Where We Are"                                                                          | 2022 | —  | 19 | —  | —  | —   | —  | —   | — | —  | —  | | Brightside           |
| "Up All Night" (s James Bay a Noah Kahan)                                               | 2024 | —  | 28 | —  | —  | —   | —  | —   | — | —  | —  | | Changes All the Time |
| "Same Old Song"                                                                         | 2025 | —  | 20 | —  | —  | —   | —  | —   | — | —  | —  | | Automatic            |
| "You're All I Got" / "So Long"                                                          | 2025 | —  | 33 | —  | —  | —   | —  | —   | — | —  | —  | | Automatic            |
| "You're All I Got" / "So Long"                                                          | 2025 | —  | 50 | —  | —  | —   | —  | —   | — | —  | —  | | Automatic            |
| "—" značí, že se nahrávka neumístila v hitparádách nebo v tomto území ani nebyla vydána |      |    |    |    |    |     |    |     |   |    |    | |                      |

### Promo singly
| Název                                                                                   | Rok  | Umístění v hitparádách | Umístění v hitparádách | Umístění v hitparádách | Umístění v hitparádách | Album                            |
| Název                                                                                   | Rok  | US DL                  | US Alt. DL             | US Rock                | CAN DL                 | Album                            |
| --------------------------------------------------------------------------------------- | ---- | ---------------------- | ---------------------- | ---------------------- | ---------------------- | -------------------------------- |
| "Boots of Spanish Leather"                                                              | 2013 | —                      | —                      | —                      | —                      | Cleopatra                        |
| "Angela" (Live, 2016)                                                                   | 2016 | —                      | —                      | —                      | —                      | Promo singly bez alb             |
| "Subterranean Homesick Blues" (feat. Andrew Bird)                                       | 2017 | —                      | —                      | —                      | —                      | Promo singly bez alb             |
| "Scotland"                                                                              | 2018 | —                      | 17                     | 42                     | 41                     | C-Sides                          |
| "Nightshade"                                                                            | 2019 | 45                     | 6                      | 17                     | —                      | Hra o trůny                      |
| "Christmas (Baby Please Come Home)"                                                     | 2019 | —                      | —                      | —                      | —                      | Promo singl bez alb              |
| "Caves"                                                                                 | 2021 | —                      | —                      | —                      | —                      | Amerikinda: 20 Years of Dualtone |
| "—" značí, že se nahrávka neumístila v hitparádách nebo v tomto území ani nebyla vydána |      |                        |                        |                        |                        |                                  |

## Další umístěné a certifikované písně
| Název                                                                                   | Rok  | Umístění v hitparádách | Umístění v hitparádách | Umístění v hitparádách | Umístění v hitparádách | Umístění v hitparádách | Umístění v hitparádách | Umístění v hitparádách | Umístění v hitparádách | Umístění v hitparádách | Umístění v hitparádách | Certifikace                                        | Album                         |
| Název                                                                                   | Rok  | US                     | US Rock                | AUS                    | CAN                    | CAN Rock               | CIS                    | IRL                    | ITA                    | NZ Hot                 | WW                     | Certifikace                                        | Album                         |
| --------------------------------------------------------------------------------------- | ---- | ---------------------- | ---------------------- | ---------------------- | ---------------------- | ---------------------- | ---------------------- | ---------------------- | ---------------------- | ---------------------- | ---------------------- | -------------------------------------------------- | ----------------------------- |
| "Flowers in Your Hair"                                                                  | 2012 | —                      | 19                     | —                      | —                      | —                      | —                      | —                      | 109                    | —                      | —                      | - RIAA: Gold - BPI: Silver - MC: Gold - RMNZ: Gold | The Lumineers                 |
| "Classy Girls"                                                                          | 2013 | —                      | 24                     | —                      | —                      | —                      | —                      | —                      | —                      | —                      | —                      |                                                    | The Lumineers                 |
| "Dead Sea"                                                                              | 2013 | —                      | 30                     | —                      | —                      | —                      | —                      | —                      | —                      | —                      | —                      |                                                    | The Lumineers                 |
| "Slow It Down"                                                                          | 2013 | —                      | 23                     | —                      | —                      | —                      | —                      | —                      | —                      | —                      | —                      | - MC: Gold                                         | The Lumineers                 |
| "Big Parade"                                                                            | 2013 | —                      | 37                     | —                      | —                      | —                      | —                      | —                      | —                      | —                      | —                      |                                                    | The Lumineers                 |
| "Charlie Boy"                                                                           | 2013 | —                      | 48                     | —                      | —                      | —                      | —                      | —                      | —                      | —                      | —                      |                                                    | The Lumineers                 |
| "This Must Be the Place (Naïve Melody)"                                                 | 2013 | —                      | —                      | —                      | —                      | —                      | —                      | —                      | —                      | —                      | —                      |                                                    | The Lumineers                 |
| "Gale Song"                                                                             | 2013 | —                      | 25                     | —                      | 48                     | —                      | —                      | —                      | —                      | —                      | —                      | - MC: Gold                                         | Hunger Games: Vražedná pomsta |
| "Gun Song"                                                                              | 2016 | —                      | 28                     | —                      | —                      | —                      | —                      | —                      | —                      | —                      | —                      |                                                    | Cleopatra                     |
| "In the Light"                                                                          | 2016 | —                      | 30                     | —                      | —                      | —                      | —                      | —                      | —                      | —                      | —                      |                                                    | Cleopatra                     |
| "Long Way from Home"                                                                    | 2016 | —                      | 32                     | —                      | —                      | —                      | —                      | —                      | —                      | —                      | —                      |                                                    | Cleopatra                     |
| "My Eyes"                                                                               | 2016 | —                      | 34                     | —                      | —                      | —                      | —                      | —                      | —                      | —                      | —                      |                                                    | Cleopatra                     |
| "Sick in the Head"                                                                      | 2016 | —                      | 40                     | —                      | —                      | —                      | —                      | —                      | —                      | —                      | —                      |                                                    | Cleopatra                     |
| "Patience"                                                                              | 2016 | —                      | 41                     | —                      | —                      | —                      | —                      | —                      | —                      | —                      | —                      |                                                    | Cleopatra                     |
| "Nobody Knows"                                                                          | 2016 | —                      | —                      | —                      | —                      | —                      | —                      | —                      | —                      | —                      | —                      | - RIAA: Gold                                       | Pete's Dragon                 |
| "Donna"                                                                                 | 2019 | —                      | 23                     | —                      | —                      | —                      | —                      | —                      | —                      | —                      | —                      |                                                    | III                           |
| "Leader of the Landslide"                                                               | 2019 | —                      | 33                     | —                      | —                      | —                      | —                      | —                      | —                      | —                      | —                      |                                                    | III                           |
| "Left for Denver"                                                                       | 2019 | —                      | 38                     | —                      | —                      | —                      | —                      | —                      | —                      | —                      | —                      |                                                    | III                           |
| "My Cell"                                                                               | 2019 | —                      | 39                     | —                      | —                      | —                      | —                      | —                      | —                      | —                      | —                      |                                                    | III                           |
| "Jimmy Sparks"                                                                          | 2019 | —                      | 42                     | —                      | —                      | —                      | —                      | —                      | —                      | —                      | —                      |                                                    | III                           |
| "Birthday"                                                                              | 2022 | —                      | 36                     | —                      | —                      | —                      | —                      | —                      | —                      | —                      | —                      |                                                    | Brightside                    |
| "Never Really Mine"                                                                     | 2022 | —                      | 38                     | —                      | —                      | —                      | —                      | —                      | —                      | —                      | —                      |                                                    | Brightside                    |
| "Rollercoaster"                                                                         | 2022 | —                      | 43                     | —                      | —                      | —                      | —                      | —                      | —                      | —                      | —                      |                                                    | Brightside                    |
| "Reprise"                                                                               | 2022 | —                      | 49                     | —                      | —                      | —                      | —                      | —                      | —                      | —                      | —                      |                                                    | Brightside                    |
| "Spotless" (Zach Bryan feat. the Lumineers)                                             | 2023 | 17                     | 3                      | 79                     | 15                     | 46                     | 128                    | 28                     | —                      | 6                      | 39                     | - RIAA: Gold - MC: Platinum - RMNZ: Gold           | Zach Bryan                    |
| "Asshole"                                                                               | 2025 | —                      | 27                     | —                      | —                      | —                      | —                      | —                      | —                      | —                      | —                      |                                                    | Automatic                     |
| "Strings"                                                                               | 2025 | —                      | 49                     | —                      | —                      | —                      | —                      | —                      | —                      | —                      | —                      |                                                    | Automatic                     |
| "Automatic"                                                                             | 2025 | —                      | 39                     | —                      | —                      | —                      | —                      | —                      | —                      | —                      | —                      |                                                    | Automatic                     |
| "Plasticine"                                                                            | 2025 | —                      | 46                     | —                      | —                      | —                      | —                      | —                      | —                      | —                      | —                      |                                                    | Automatic                     |
| "Ativan"                                                                                | 2025 | —                      | 42                     | —                      | —                      | —                      | —                      | —                      | —                      | —                      | —                      |                                                    | Automatic                     |
| "—" značí, že se nahrávka neumístila v hitparádách nebo v tomto území ani nebyla vydána |      |                        |                        |                        |                        |                        |                        |                        |                        |                        |                        |                                                    |                               |

## Spoluumělec
| Název            | Rok  | Další umělec | Album                         |
| ---------------- | ---- | ------------ | ----------------------------- |
| "Gale Song"      | 2013 | —            | Hunger Games: Vražedná pomsta |
| "Nobody Knows"   | 2016 | —            | Pete's Dragon                 |
| "Holdin' Out"    | 2016 | —            | Čapí dobrodružství            |
| "Long Way to Go" | 2023 | Pink         | Trustfall                     |
| "Spotless"       | 2023 | Zach Bryan   | Zach Bryan                    |

## Videoklipy
| Název                                | Rok  | Režisér              |
| ------------------------------------ | ---- | -------------------- |
| "Ho Hey"                             | 2012 | Ben Fee              |
| "Stubborn Love"                      | 2013 | Isaac Ravishankara   |
| "Submarines"                         | 2013 | Nicholas Sutton Bell |
| "Ophelia"                            | 2016 | Isaac Ravishankara   |
| "Cleopatra"                          | 2016 | Isaac Ravishankara   |
| "Angela"                             | 2016 | Isaac Ravishankara   |
| "Patience"                           | 2016 | Isaac Ravishankara   |
| "Sleep on the Floor"                 | 2016 | Isaac Ravishankara   |
| "The Ballad of Cleopatra"            | 2016 | Isaac Ravishankara   |
| "Gloria"                             | 2019 | Kevin Phillips       |
| "Donna"                              | 2019 | Kevin Phillips       |
| "Life in the City"                   | 2019 | Kevin Phillips       |
| "It Wasn't Easy to Be Happy for You" | 2019 | Kevin Phillips       |
| "Leader of the Landslide"            | 2019 | Kevin Phillips       |
| "Left for Denver"                    | 2019 | Kevin Phillips       |
| "My Cell"                            | 2019 | Kevin Phillips       |
| "Jimmy Sparks"                       | 2019 | Kevin Phillips       |
| "April"                              | 2019 | Kevin Phillips       |
| "Salt and the Sea"                   | 2019 | Kevin Phillips       |